# Englos

Englos este o comună în departamentul Nord, Franța. În 1 ianuarie 2022 avea o populație de 616 de locuitori.